# START Klub kártya
A START Klub kártya a MÁV által 2008 tavasza óta kibocsátott, biztonsági elemekkel ellátott kedvezménykártya-család. A kártya kibocsátása a MÁV-csoport első kísérlete arra, hogy törzsutasait a nyugat-európai vasúttársaságoknál már megszokott üzletpolitikai kedvezménycsomaggal fűzze magához.

## Kártyatípusok

### Start Klub[1]
A kártya 50%-os kedvezményre jogosítja tulajdonosát a teljes árú másodosztályú jegyek árából, és közel 50%kedvezményre az első osztályú jegyek árából a MÁV teljes hálózatán és a GYSEV magyarországi vonalain. Korlátlan számú kedvezményes jegy vásárolható vele az érvényességi ideje (egy vagy fél év) alatt. Nemzetközi forgalomban a RailPlus kedvezmény 25%-os igénybevételére is használható. Pótdíjaknál nincs lehetőség a kedvezmény igénybevételére. Szombatonként nem csak a START Klub kártya tulajdonos, hanem plusz egy fő is 50%-os kedvezményű jeggyel utazhat.

### START Klub Bónusz[2]
Hasonló, mint a normál Start klub, de 100%-os kedvezményre jogosítja fel a tulajdonosát. Így korlátlanul és ingyen lehet vele utazni az összes pótjegymentes vonat másodosztályán, és szombatonként plusz egy fő is 50%-os kedvezményű jeggyel utazhat.

### START Klub VIP kártya[3]
Hasonló, mint a START Klub Bónusz, szintén 100%-os kedvezményre jogosítja fel a tulajdonosát minden belföldön közlekedő vonat bármely kocsiosztályán, bármely vonatnemen. Így korlátlanul és ingyen lehet vele utazni az összes pótjegymentes és pótjegyes (InterCity, EuroCity, EuroNight, Railjet) vonat első- és másodosztályán, és szombatonként plusz egy fő is 50%-os kedvezményű jeggyel utazhat.

### Start Klub Prémium[4]
A START Klub Prémium a vállalati ügyfelek részére 2009 tavasza óta kibocsátott kedvezménykártya. Az arany színű kártya nem személyek, hanem vállalkozások számára készül, így a vállalat bármely munkatársa utazhat vele. A prémiumkártya birtokosa számos kiemelt kedvezményben részesül. Jegy váltása nélkül utazhat bármely belföldi vonaton, az InterCity járatokon pedig helyjegy nélkül is helyet foglalhat. A kártya érvényességi ideje egy év.

## Igénylése
2008. március 3-ától lehetett igényelni bármely menetjegyirodában és a nagyobb vasútállomások pénztáraiban. A START Klub kártyát 2008. március 11-étől lehet megrendelni online módon is, a MÁV-START honlapon. A kártya árát üdülési csekkel is ki lehet fizetni.